# Sara Sorribes Tormo
Sara Sorribes Tormo (ur. 8 października 1996 w Castelló de la Plana) – hiszpańska tenisistka, brązowa medalistka igrzysk olimpijskich z Paryża (2024) w grze podwójnej.

## Kariera tenisowa
Zdobyła srebrny medal podczas Igrzysk Śródziemnomorskich 2013 w grze pojedynczej, przegrywając jedynie z Çağlą Büyükakçay. Na tej samej imprezie startowała również w grze podwójnej z Andreą Lázaro Garcíą.
W 2021 roku triumfowała po raz pierwszy w zawodach cyklu WTA Tour w grze pojedynczej, odnosząc zwycięstwo w Guadalajarze.
W 2024 roku razem z Cristiną Bucșą wywalczyły brązowy medal w grze podwójnej podczas igrzysk olimpijskich w Paryżu. W meczu o trzecie miejsce pokonały parę Karolína Muchová–Linda Nosková 6:2, 6:2.
Najwyżej w rankingu WTA Tour była sklasyfikowana na 32. miejscu (7 lutego 2022) w singlu oraz na 17. miejscu w deblu (6 maja 2024).

## Historia występów wielkoszlemowych
Legenda
     W, wygrany turniej
     F, przegrana w finale
     SF, przegrana w półfinale
     QF, przegrana w ćwierćfinale
     xR, przegrana w x rundzie
     Qx, przegrana w x rundzie kwalifikacji
     A, brak startu
     NH, turniej nie odbył się

### Występy w grze pojedynczej
| Australian Open        | A    | A   | A   | A   | A   | Q2  | 1R | A  | 1R | 2R | 1R | 2R | A  | 1R  | Q2 | 0 / 6  | 2 – 6   |  |  |  |  |  |  |  |  |  |  |
| French Open            | A    | A   | A   | A   | Q1  | 1R  | 1R | Q2 | 2R | 1R | 1R | A  | 4R | 1R  |    | 0 / 7  | 3 – 7   |  |  |  |  |  |  |  |  |  |  |
| Wimbledon              | A    | A   | A   | A   | Q2  | Q1  | 1R | 2R | 1R | NH | 2R | 2R | 2R | 1R  |    | 0 / 7  | 4 – 7   |  |  |  |  |  |  |  |  |  |  |
| US Open                | A    | A   | A   | A   | A   | Q3  | 1R | 1R | 1R | 2R | 3R | 1R | 2R | 2R  |    | 0 / 8  | 5 – 8   |  |  |  |  |  |  |  |  |  |  |
|                        |      |     |     |     |     |     |    |    |    |    |    |    |    |     |    |        |         |  |  |  |  |  |  |  |  |  |  |
| Ranking na koniec roku | 1061 | 509 | 329 | 276 | 164 | 107 | 99 | 87 | 82 | 66 | 36 | 66 | 50 | 106 |    | 0 / 28 | 14 – 28 |  |  |  |  |  |  |  |  |  |  |

### Występy w grze podwójnej
| Australian Open        | A | A   | A   | A   | A    | A   | A   | A  | A  | 2R | 1R  | QF | A  | 1R | QF | 0 / 5  | 7 – 5   |  |  |  |  |  |  |  |  |  |  |
| French Open            | A | A   | A   | A   | A    | A   | A   | 3R | 2R | A  | 1R  | A  | QF | 2R |    | 0 / 5  | 7 – 5   |  |  |  |  |  |  |  |  |  |  |
| Wimbledon              | A | A   | A   | A   | A    | A   | A   | 1R | A  | NH | 2R  | 3R | SF | 2R |    | 0 / 5  | 8 – 5   |  |  |  |  |  |  |  |  |  |  |
| US Open                | A | A   | A   | A   | A    | A   | 3R  | 1R | 3R | 1R | A   | QF | 1R | 3R |    | 0 / 7  | 7 – 7   |  |  |  |  |  |  |  |  |  |  |
|                        |   |     |     |     |      |     |     |    |    |    |     |    |    |    |    |        |         |  |  |  |  |  |  |  |  |  |  |
| Ranking na koniec roku | – | 699 | 997 | 371 | 1111 | 267 | 152 | 84 | 63 | 52 | 103 | 38 | 33 | 46 |    | 0 / 22 | 29 – 22 |  |  |  |  |  |  |  |  |  |  |

### Występy w grze mieszanej
Sara Sorribes Tormo nigdy nie startowała w rozgrywkach gry mieszanej podczas turniejów wielkoszlemowych.

## Finały turniejów WTA
| Legenda                     | Legenda |
| --------------------------- | ------- |
| Wielki Szlem                |         |
| Igrzyska olimpijskie        |         |
| WTA Tour Championships      |         |
| 2009 – 2020                 |         |
| WTA Premier Mandatory       |         |
| WTA Premier 5               |         |
| WTA Premier                 |         |
| WTA International Series    |         |
| WTA 125K series (2012–2020) |         |
| od 2021                     |         |
| WTA 1000 (obowiązkowe)      |         |
| WTA 1000 (nieobowiązkowe)   |         |
| WTA 500                     |         |
| WTA 250                     |         |
| WTA 125                     |         |

### Gra pojedyncza 2 (2–0)
| Końcowy wynik | Nr | Data             | Turniej     | Nawierzchnia | Przeciwniczka            | Wynik finału  |
| ------------- | -- | ---------------- | ----------- | ------------ | ------------------------ | ------------- |
| Zwyciężczyni  | 1. | 13 marca 2021    | Guadalajara | Twarda       | Eugenie Bouchard         | 6:2, 7:5      |
| Zwyciężczyni  | 2. | 26 sierpnia 2023 | Cleveland   | Twarda       | Jekatierina Aleksandrowa | 3:6, 6:4, 6:4 |

### Gra podwójna 7 (6–1)
| Końcowy wynik | Nr | Data                | Turniej     | Nawierzchnia | Partnerka                   | Przeciwniczki                             | Wynik finału   |
| ------------- | -- | ------------------- | ----------- | ------------ | --------------------------- | ----------------------------------------- | -------------- |
| Zwyciężczyni  | 1. | 8 kwietnia 2018     | Monterrey   | Twarda       | Naomi Broady                | Desirae Krawczyk Giuliana Olmos           | 3:6, 6:4, 10–8 |
| Zwyciężczyni  | 2. | 3 maja 2019         | Rabat       | Ceglana      | María José Martínez Sánchez | Georgina García Pérez Oksana Kalasznikowa | 7:5, 6:1       |
| Finalistka    | 1. | 24 czerwca 2019     | Santa Ponça | Trawiasta    | María José Martínez Sánchez | Kirsten Flipkens Johanna Larsson          | 2:6, 4:6       |
| Zwyciężczyni  | 3. | 24 kwietnia 2022    | Stambuł     | Ceglana      | Marie Bouzková              | Nateła Dzałamidze Kamilla Rachimowa       | 6:3, 6:4       |
| Zwyciężczyni  | 4. | 8 października 2023 | Pekin       | Twarda       | Marie Bouzková              | Chan Hao-ching Giuliana Olmos             | 3:6, 6:0, 10–4 |
| Zwyciężczyni  | 5. | 5 maja 2024         | Madryt      | Ceglana      | Cristina Bucșa              | Barbora Krejčíková Laura Siegemund        | 6:0, 6:2       |
| Zwyciężczyni  | 6. | 6 kwietnia 2025     | Bogota      | Ceglana      | Cristina Bucșa              | Irina Bara Laura Pigossi                  | 5:7, 6:2, 10–5 |

## Finały turniejów WTA 125K series

### Gra pojedyncza 1 (0–1)
| Końcowy wynik | Nr | Data           | Turniej | Nawierzchnia | Przeciwniczka   | Wynik finału |
| ------------- | -- | -------------- | ------- | ------------ | --------------- | ------------ |
| Finalistka    | 1. | 9 czerwca 2019 | Bol     | Ceglana      | Tamara Zidanšek | 5:7, 5:7     |

### Gra podwójna 1 (1–0)
| Końcowy wynik | Nr | Data            | Turniej | Nawierzchnia  | Partnerka             | Przeciwniczki                                | Wynik finału |
| ------------- | -- | --------------- | ------- | ------------- | --------------------- | -------------------------------------------- | ------------ |
| Zwyciężczyni  | 1. | 22 grudnia 2019 | Limoges | Twarda (hala) | Georgina García Pérez | Jekatierina Aleksandrowa Oksana Kalasznikowa | 6:2, 7:6(3)  |

## Finały turniejów ITF
| turnieje z pulą nagród 100 000 $ (W100)  |
| turnieje z pulą nagród 75/80 000 $ (W80) |
| turnieje z pulą nagród 50/60 000 $ (W75) |
| turnieje z pulą nagród 25 000 $ (W35)    |
| turnieje z pulą nagród 15 000 $ (W15)    |
| turnieje z pulą nagród 10 000 $          |

### Gra pojedyncza 20 (10–10)
| Rezultat     |     | Data       | Turniej             | ($)      | Naw.           | Przeciwniczka             | Wynik            |
| Finalistka   | 1.  | 18/03/2012 | Madryt              | 10 000   | Ceglana (hala) | Estelle Guisard           | 0:6, 6:7(5)      |
| Zwyciężczyni | 1.  | 25/03/2012 | Madryt              | 10 000   | Ceglana (hala) | Isabel Rapisarda-Calvo    | 6:2, 7:6(8)      |
| Zwyciężczyni | 2.  | 19/08/2012 | Locri               | 10 000   | Ceglana        | Anastasia Grymalska       | 6:3, 7:5         |
| Zwyciężczyni | 3.  | 26/08/2012 | Todi                | 10 000   | Ceglana        | Rocio De La Torre-Sanchez | 4:6, 6:1, 6:3    |
| Zwyciężczyni | 4.  | 25/11/2012 | Vallduxo            | 10 000   | Ceglana        | Olga Saez Larra           | 6:1, 6:1         |
| Finalistka   | 2.  | 27/04/2013 | Tunis               | 25 000   | Ceglana        | Ons Jabeur                | 3:6, 2:6         |
| Finalistka   | 3.  | 20/04/2014 | Pula                | 10 000   | Ceglana        | Andreea Mitu              | 4:6, 3:6         |
| Zwyciężczyni | 5.  | 17/08/2014 | Westende            | 25 000   | Twarda         | Ysaline Bonaventure       | 6:2, 6:0         |
| Finalistka   | 4.  | 01/02/2015 | Sunrise             | 25 000   | Ceglana        | Sachia Vickery            | 2:6, 6:2, 3:6    |
| Zwyciężczyni | 6.  | 28/02/2016 | São Paulo           | 25 000   | Ceglana        | Andreea Mitu              | 7:5, 6:1         |
| Zwyciężczyni | 7.  | 11/06/2016 | Essen               | 50 000   | Ceglana        | Karolína Muchová          | 7:6(5), 6:4      |
| Finalistka   | 5.  | 23/10/2016 | Szarm el-Szejk      | 100 000  | Twarda         | Donna Vekić               | 2:6, 7:6(7), 3:6 |
| Finalistka   | 6.  | 20/05/2018 | La Bisbal d’Empordà | 25 000+H | Ceglana        | Kathinka von Deichmann    | 3:6, 6:3, 3:6    |
| Finalistka   | 7.  | 17/06/2018 | Manchester          | 100 000  | Trawiasta      | Ons Jabeur                | 6:7(5), 1:6      |
| Finalistka   | 8.  | 15/07/2018 | Contrexéville       | 100 000  | Ceglana        | Stefanie Vögele           | 4:6, 2:6         |
| Zwyciężczyni | 8.  | 21/10/2018 | Pula                | 25 000   | Ceglana        | Amina Anszba              | 6:4, 6:3         |
| Zwyciężczyni | 9.  | 04/08/2019 | Bad Saulgau         | 25 000+H | Ceglana        | Katharina Gerlach         | 7:6(4), 6:1      |
| Finalistka   | 9.  | 18/08/2019 | Vancouver           | 100 000  | Twarda         | Heather Watson            | 5:7, 4:6         |
| Zwyciężczyni | 10. | 20/09/2020 | Cagnes-sur-Mer      | 80 000   | Ceglana        | Irina Bara                | 6:3, 6:4         |
| Finalistka   | 10. | 21/05/2023 | Madryt              | 100 000  | Ceglana        | Olga Danilović            | 2:6, 3:6         |

### Gra podwójna 7 (5–2)
| Rezultat     |    | Data       | Turniej     | ($)       | Naw.    | Partnerka             | Przeciwniczki                        | Wynik           |
| Zwyciężczyni | 1. | 19/08/2012 | Locri       | 10 000    | Ceglana | Despina Papamichail   | Kana Daniel Nastassia Rubel          | 6:1, 6:0        |
| Zwyciężczyni | 2. | 26/08/2012 | Todi        | 10 000    | Ceglana | Nastassia Rubel       | Alessia Camplone Sara Sussarello     | 6:1, 6:0        |
| Zwyciężczyni | 3. | 20/06/2014 | Montpellier | 25 000    | Ceglana | Inés Ferrer Suárez    | Hsu Chieh-yu Elica Kostowa           | 2:6, 6:3, 12–10 |
| Zwyciężczyni | 4. | 27/06/2014 | Périgueux   | 25 000    | Ceglana | Andrea Gámiz          | Gabriela Cé Florencia Molinero       | 5:7, 6:4, 10–8  |
| Finalistka   | 1. | 30/07/2016 | Praga       | 75 000    | Ceglana | Sílvia Soler Espinosa | Demi Schuurs Renata Voráčová         | 5:7, 6:3, 4–10  |
| Zwyciężczyni | 5. | 04/08/2019 | Bad Saulgau | 25 000+H  | Ceglana | Georgina García Pérez | Ksienija Łaskutowa Marina Mielnikowa | 6:3, 6:1        |
| Finalistka   | 2. | 14/12/2019 | Dubaj       | 100 000+H | Twarda  | Georgina García Pérez | Lucie Hradecká Andreja Klepač        | 5:7, 6:3, 8–10  |

## Występy w igrzyskach olimpijskich

### Gra pojedyncza
| Runda                                                                      | Przeciwniczka                                              | Wynik            |
| -------------------------------------------------------------------------- | ---------------------------------------------------------- | ---------------- |
|                                                                            |                                                            |                  |
| Letnie Igrzyska Olimpijskie w Tokio 2020, reprezentując państwo Hiszpania  |                                                            |                  |
| I runda                                                                    | Australia: Ashleigh Barty [1]                              | 6:4, 6:3         |
| II runda                                                                   | Francja: Fiona Ferro                                       | 6:1, 6:4         |
| III runda                                                                  | Rosyjski Komitet Olimpijski: Anastasija Pawluczenkowa [13] | 1:6, 3:6         |
|                                                                            |                                                            |                  |
| Letnie Igrzyska Olimpijskie w Paryżu 2024, reprezentując państwo Hiszpania |                                                            |                  |
| I runda                                                                    | Czechy: Barbora Krejčíková [9]                             | 6:4, 0:6, 6:7(2) |

### Gra podwójna
| Runda                                                                      | Partnerka          | Przeciwniczki                                                       | Wynik             |
| -------------------------------------------------------------------------- | ------------------ | ------------------------------------------------------------------- | ----------------- |
|                                                                            |                    |                                                                     |                   |
| Letnie Igrzyska Olimpijskie w Tokio 2020, reprezentując państwo Hiszpania  |                    |                                                                     |                   |
| I runda                                                                    | Paula Badosa       | Meksyk: Giuliana Olmos / Renata Zarazúa                             | 6:2, 6:7(4), 10–7 |
| II runda                                                                   | Paula Badosa       | Czechy: Barbora Krejčíková / Kateřina Siniaková [1]                 | 2:6, 7:5, 5–10    |
|                                                                            |                    |                                                                     |                   |
| Letnie Igrzyska Olimpijskie w Paryżu 2024, reprezentując państwo Hiszpania |                    |                                                                     |                   |
| I runda                                                                    | Cristina Bucșa [8] | Włochy: Lucia Bronzetti / Elisabetta Cocciaretto                    | 6:1, 6:2          |
| II runda                                                                   | Cristina Bucșa [8] | Argentyna: María Lourdes Carlé / Nadia Podoroska                    | 6:3, 6:4          |
| Ćwierćfinał                                                                | Cristina Bucșa [8] | Ukraina: Ludmyła Kiczenok / Nadija Kiczenok                         | 6:3, 2:6, 12–10   |
| Półfinał                                                                   | Cristina Bucșa [8] | Indywidualni sportowcy neutralni: Mirra Andriejewa / Diana Sznajder | 1:6, 2:6          |
| O brązowy medal                                                            | Cristina Bucșa [8] | Czechy: Karolína Muchová / Linda Nosková                            | 6:2, 6:2          |

### Gra mieszana
| Runda                                                                      | Partner           | Przeciwnicy                                | Wynik    |
| -------------------------------------------------------------------------- | ----------------- | ------------------------------------------ | -------- |
|                                                                            |                   |                                            |          |
| Letnie Igrzyska Olimpijskie w Paryżu 2024, reprezentując państwo Hiszpania |                   |                                            |          |
| I runda                                                                    | Marcel Granollers | Australia: Ellen Perez / Matthew Ebden [2] | 3:6, 4:6 |

## Finały juniorskich turniejów wielkoszlemowych

### Gra podwójna (1)
| Końcowy wynik | Rok  | Turniej | Nawierzchnia | Partnerka      | Przeciwniczki                         | Wynik finału |
| Finalistka    | 2013 | US Open | Twarda       | Belinda Bencic | Barbora Krejčíková Kateřina Siniaková | 3:6, 4:6     |